# Rocafort de Bages
Rocafort de Bages és un poble i l'antic centre del municipi del Pont de Vilomara i Rocafort, a la comarca catalana del Bages.
Està situat a la part central del terme, entre el serrat del Caselles al nord i el Montgròs (584 m) al sud, a 7 km del Pont de Vilomara, població amb la qual es comunica a través de la carretera local BV-1224. Segons el cens del 2009, hi estaven empadronades 47 persones (2005 n'hi havia 55).
Està situat a 421 m d'altitud en un contrafort nord-occidental de la serra de Sant Llorenç, a l'esquerra de la riera de Mura. Fins al començament del segle xx Rocafort era el poble principal i el Pont de Vilomara només un raval llunyà i petit, mentre que actualment és just a l'inrevés.
És esmentat des del 909 amb el nom de Palau de Versa, amb l'església de Santa Maria i el castell de Rocafort o de Nèspola (Nespres), pertanyent en aquells moments al comtat de Manresa. El castell, actualment en ruïnes, passà durant el segle xiv al domini del monestir de Sant Benet de Bages. A l'església parroquial hi ha el sarcòfag de mitjan segle xv de l'últim senyor laic, Pere de Sitjar, senyor de Rocafort, obra de l'escultor i picapedrer manresà Berenguer Ferrer.
Moltes cases del poble han estat condicionades per a estades de vacances i caps de setmana.

## Llocs d'interès
- Ruïnes del castell del qual les muralles més velles daten de la darreria del segle x
- Església de Santa Maria
- Pedra de les Creus o Roca de les creus[5]
- Museu de Rocafort[6]